# دينيس أتكينز
دينيس أتكينز (بالإنجليزية: Denis Atkins)‏ هو لاعب كرة قدم بريطاني، ولد في 8 نوفمبر 1938 في برادفورد في المملكة المتحدة، وتوفي في 13 سبتمبر 2016. لعب مع برادفورد سيتي وهدرسفيلد تاون.